# Pavol Kuhajda
Pavol Kuhajda (ur. 20 lipca 1979 w Myjawie) – słowacki wioślarz.

## Osiągnięcia
- Mistrzostwa Świata Juniorów – Poznań 1995 – dwójka bez sternika – 15. miejsce[1].
- Mistrzostwa Świata Juniorów – Glasgow 1996 – dwójka podwójna – 21. miejsce[1].
- Mistrzostwa Świata – Mediolan 2003 – dwójka podwójna – 16. miejsce[1].
- Mistrzostwa Europy – Poznań 2007 – czwórka bez sternika – 12. miejsce[1].